# Синдром Каллмана
Синдро́м Ка́ллмана (Ка́льмана) — симптомокомплекс наследственно обусловленных аномалий, характеризующийся сочетанием гипогонадотропного гипогонадизма с расстройствами обоняния (аносмия или гипоосмия) и недостаточной секрецией гонадотропин-рилизинг гормона (ГнРГ). Низкий уровень ЛГ и ФСГ ведёт к развитию вторичного (центрального) гипогонадизма.

## История
В 1944 году Franz Josef Kallmann и соавт. в работе «Генетические аспекты первичного евнухоидизма» впервые описали синдром, характеризующийся задержкой или отсутствием полового развития и аносмией. Лишь после идентификации гонадолиберина было показано, что селективная недостаточность ЛГ и ФСГ (гонадотропинов гипофиза) является следствием изолированного дефицита секреции именно этого гормона.

## Этиология и патогенез
Причина аномалий при синдроме Каллмана — расстройство импульсной секреции гонадолиберина (ГнРГ) в гипоталамусе. Наследование X-сцепленное рецессивное или аутосомно-доминантное с неполной пенетрантностью. У пациентов выявлены дефекты гена, контролирующего миграцию гонадолиберинсекретирующих нейронов в обонятельные луковицы и впоследствии в гипоталамус, однако дефекты гена, кодирующего гонадолиберин не обнаружены.
Недостаток гонадотропин-рилизинг гормона связан с делецией KAL-гена, локализованного на коротком плече X-хромосомы, который кодирует экстрацеллюлярный матрикс гликопротеина (аносмина-1), относящегося к классу нейромолекул, обладающих адгезивными свойствами, позволяющими ГнРГ-секретирующим нейронам входить в обонятельную луковицу и мигрировать в гипоталамус в процессе эмбриогенеза. Низкий уровень ЛГ и ФСГ обусловливает вторичный гипогонадизм.

## Клиническая картина
Основные компоненты: вторичный (центральный) гипогонадизм и аносмия (или гипоосмия). У части пациентов отмечается цветовая слепота и тяжёлые аномалии головного мозга и черепа по средней линии.
Характерен евнухоидизм, нередко наблюдается крипторхизм. Встречается соматическая патология: расщепление верхней губы («заячья губа») и твёрдого нёба («волчья пасть»), полидактилия (шестипалость), высокое «готическое» нёбо, укорочение уздечки языка, асимметрия лица, гинекомастия, функциональные нарушения сердечно-сосудистой системы. Так как заболевание характеризуется выпаданием лишь одного релизинг-гормона, все остальные гормоны гипоталамуса секретируются нормально, в том числе соматолиберин. Из-за этого развитие и рост организма, хоть и с запаздыванием, происходит нормально с поправкой на то, что у организма не развиваются половые железы. Из-за этого несоответствия зоны роста в эпифизарных пластинках не окостеневают из-за отсутствия половых гормонов. Это в итоге приводит к высокорослости и относительно длинным конечностям по отношению к длине туловища. Этот механизм обусловливает евнухоидизм. 
Подобные пороки развития можно выявить и среди членов семьи пациента. При рентгенологическом исследовании кистей рук и лучезапястных суставов в прямой проекции обнаруживается запаздывание сроков окостенения (возрастной дифференцировки).
У мальчиков в зависимости от степени выраженности недостаточности гонадолиберина выявляется разной степени выраженности половой инфантилизм вплоть до полного отсутствия признаков пубертата, отсутствия вторичных половых признаков, небольших размеров тестикулы и азооспермия. Признаки вторичного гипогонадизма могут сочетаться с нарушением цветного зрения, атрофией зрительного нерва, глухонемотой, подковообразной почкой и крипторхизмом. У девочек — первичной аменореей.

## Дифференциальная диагностика
В отличие от гипопитуитаризма, при синдроме Каллмана после многократного введения гонадолиберина уровни ЛГ и ФСГ повышаются.

## Лечение
Заместительная гормональная терапия — используют гонадотропины, дозы подбирают индивидуально.

## Прогноз
Для жизни — благоприятный. При систематической правильно подобранной терапии развиваются вторичные половые признаки, появляется либидо, эрекции, поллюции. Пациенты способны вступать в брак, в некоторых случаях восстанавливается и репродуктивная функция.